# Церковь Архангела Михаила (Таганрог)
Церковь Святого Архангела Михаила — утраченный православный храм в Таганроге. Богослужения начались в 1878 году. Закрыта коммунистами в 1923 году и разрушена в начале 1930-х.

## История создания
На месте Троицкой церкви в Таганроге более 100 лет находился храм с престолом во имя покровителя воинов Архангела Михаила. Когда старый храм пришёл в негодность, по предложению церковного старосты Афанасия Андреевича Белова новую церковь во имя Святого Архангела Михаила было решено выстроить на Ярмарочной площади у железнодорожной станции, так как в этом районе не было ни одного храма.
26 мая 1865 года Городская Дума постановила выделить безвозмездно участок земли для постройки церкви, дома для причта и школы. К строительству приступили в апреле 1868 года, а закончили в конце 1877 года. Постройка велась на средства жертвователей, в числе основных был всё тот же Афанасий Андреевич Белов, богатый купец, владелец кирпичного завода.
Храм был спроектирован в древнерусском стиле. Он представлял собой каменное здание длиной 50 метров, в плане напоминающее крест. Крыша была железная. В центре помещался большой купол, его окружали четыре маленькие главки. Слева стояла трехъярусная колокольня с шестой главкой. Колокольня имела шесть колоколов, самый большой весом около 6,5 тонн, остальные в среднем по 300 килограмм. Помещение церкви освещалось 12-ю большими окнами.
Церковь имела богатую утварь и иконы. На одной из 4-х колонн, поддерживающих главный купол, находилась особо почитаемая, украшенная драгоценными камнями, икона Божией Матери Скоропослушница, названная так за скорое исполнение прошений, с которыми к ней обращались верующие в своих молитвах. Прекрасен был золочёный иконостас, занимавший всю ширину храма. Три ступени вели к киоту.
Территория Архангело-Михайловской церкви занимала участок вдоль Кладбищенского переулка (ныне пер. Смирновский) между улицами Монастырской и Гимназической. Главный вход был с Кладбищенского переулка. К железнодорожному вокзалу она выходила торцом с боковым входом. Весь участок был огорожен металлической оградой на каменном основании.
Богослужения в новом храме начались в феврале 1878 года.

## Причт церкви
- Бандаков, Василий Анастасьевич (1808—1890) — настоятель церкви, протоиерей, российский духовный писатель[2].
- Якимовский, Иван Иванович

## Приход церкви
Приход церкви являлся самым многочисленным в Таганроге. Расположенный в районе железнодорожного вокзала, храм посещали многочисленные верующие из ближайших сёл и Собачеевки. За короткую сорокалетнюю жизнь храма обряду крещения здесь подверглись 33415 человек, венчанию 9770 и акту отпевания 21320 жителей. Наибольшее число обрядов пришлось на 1904 год, когда их исполнялось более семи в день.

## Известные люди, похороненные в ограде церкви
- Бандаков, Василий Анастасьевич (1808—1890) — настоятель церкви, протоиерей, российский духовный писатель[2].

## Гибель храма
При утверждении в Таганроге советской власти церковь во имя Святого Архангела Михаила была закрыта одной из первых. В 1922 году из неё изъяли всю церковную утварь из серебра и даже такую мелочь, как чашечки, тарелочки, цепочки.
6 апреля 1923 года вышло постановление уездного исполкома: «… принимая во внимание настоятельные требования рабочих и трудящихся железной дороги, металлистов… и других… закрыть церковь Михаила Архангела». На следующий же день храм был опечатан. Настоятель храма Высота демонстративно отказался присутствовать при этом.
Как следует из протокола, на выходе из церковного двора комиссия «столкнулась с толпой женщин-старух и детей, из которых некоторые… с плачем стали требовать открытия церкви». К вечеру того же дня десятки верующих во главе со священником пришли к зданию исполкома с теми же требованиями. В протоколе говорилось: «принятыми мерами были изъяты из толпы более 10 человек, ярые защитники церкви, крикуны и подстрекатели. После чего толпа начала расходиться». О судьбе «изъятых» людей ничего не сказано. Несмотря на аресты, 18 мая в исполком было подано письменное ходатайство об открытии храма, подписанное многими верующими. Однако оно было отклонено.
Городские власти долго не могли определиться, что же делать с закрытой церковью. Свидетельством тому являются некоторые протоколы заседаний президиума исполкома и горсовета. 19 июня 1925 года было принято решение «О приспособлении здания бывшей Михайловской церкви под клуб „Радио“ и другие культурные учреждения с сохранением куполов и колокольни». 26 апреля 1928 года — «О передаче помещений бывшей Михайловской церкви железнодорожному клубу». 22 декабря 1933 года — «О закреплении помещений бывшей Михайловской церкви за спортобществом „Динамо“».
Закончилось всё тем, что здание быстро разобрали. Кирпич пошёл на строительство рабочего клуба металлистов, а щебнем засыпали болотистую почву в районе бывшей Лесной биржи. На цокольном фундаменте с использованием оставшейся части колокольни в 1932 году был построен Таганрогский молочный завод.